# درمل

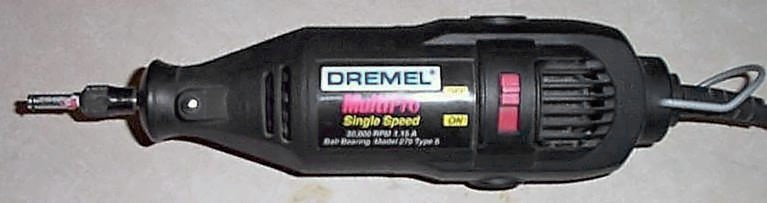
یک ابزار تک سرعته درمل

دِرِمِل یک شرکت آمریکایی سازنده ابزار قدرتی است که به ویژه برای ساخت ابزار چرخشی (روتاری) مشهور است. این ابزار توسط آلبریت جی. درمل، که شرکت درمل را در سال ۱۹۳۲ در ویسکانسین آمریکا پایه گذاشت، گسترش پیدا کرد.
شرکت بوش، در سال ۱۹۹۳ شرکت درمل را خرید و امروز این شرکت بخشی از شرکت ابزارسازی بوش در ایلینوی آمریکاست.